# Des blancs qui rénovent des maisons
Des blancs qui rénovent des maisons (White People Renovating Houses en VO) est le premier épisode de la vingt-et-unième saison de la série télévisée d'animation américaine South Park.
C'est le 278e épisode de la série, et il est pour la première fois diffusé sur Comedy Central aux États-unis le 13 septembre 2017.
L'épisode traite de l'utilisation des assistants intelligents, tels que Amazon Alexa, Google Assistant et Apple Siri, ainsi que de l'utilisation de drapeaux Confédérés lors des événements de Charlottesville.
Cartman préfère une Amazon Echo plutôt que Heidi, des gens se font voler leur travail par cet appareil et se révoltent, ce qui empêche le fonctionnement de l'émission de Randy.

## Résumé
Eric Cartman et ses camarades de classe jouent avec une enceinte Amazon Echo, en lui donnant des instructions qui incluent des grossièretés, riant lorsque l'appareil répète ce langage inapproprié. Cartman déprime quand sa petite amie Heidi Turner apparaît et interrompt leur rire, et elle, à son tour, est frustrée quand il refuse d'exprimer ses sentiments.
Pendant ce temps, Randy et Sharon Marsh ont commencé une série télévisée intitulée Des blancs qui rénovent des maisons, où le couple rénovant des foyers. L'une de leurs émissions est interrompue lorsqu'un groupe d'hommes brandissant des torches et des drapeaux Confédérés protestent contre les enceintes intelligentes parce qu'ils croient que ces appareils ont volé leur travail.
Randy est irrité par leur protestation, mais plus tard, décide de les aider à trouver des emplois dans lesquels ils agissent à titre de remplaçants des assistants intelligents, en répondant aux commandes vocales. Cartman est consterné d'apprendre qu'Alexa a été remplacé par un homme, qui refuse de répéter ses insultes.
Un autre homme, Darryl Temps, a accepté le poste d'assistant intelligent de Randy, mais il trouve le travail dégradant et s'en va. Randy le réprimande pour être fermé d'esprit à propos de l'avenir, jusqu'à ce que Darryl révèle sa frustration de ne pas pouvoir abattre les murs porteurs de sa maison sans qu'elle s'effondre. Randy se propose pour soutenir le plafond tout en abattant le mur et soulage Darryl par la rénovation de la maison.
Cartman trouve un tas d'enceintes abandonnées dans une ruelle et les ramène à la maison. Heidi va chez Cartman s'excuser de le contrarier, mais sa mère dit ne pas pouvoir le faire sortir de sa chambre, alors qu'il est occupé à s'amuser avec les assistants intelligents. Avant qu'Heidi puisse s'excuser quand ils arrivent à l'école, il met fin à leur relation, en disant qu'il ne peut pas supporter son traitement abusif envers lui, et s'en va.